# Antoni Marian Podwiński
Antoni Marian Podwiński (ur. 13 czerwca 1935 w Drohobyczu, zm. 28 października 2020) – polski specjalista w zakresie chirurgii ogólnej, prof. dr hab. n. med.

## Życiorys
W 1959 ukończył studia w Śląskiej Akademii Medycznej w Katowicach. Obronił pracę doktorską, następnie uzyskał stopień doktora habilitowanego. 22 listopada 1995 nadano mu tytuł profesora w zakresie nauk medycznych. Był kierownikiem Katedry i Oddziału Klinicznego Chirurgii Ogólnej na Wydziale Lekarskim z Oddziałem Lekarsko-Dentystycznym w Zabrzu Śląskiego Uniwersytetu Medycznego w Katowicach.
Zmarł 28 października 2020.

## Odznaczenia
- Krzyż Kawalerski Orderu Odrodzenia Polski (2003)[4]